# هوانغهاي الشمالية (مقاطعة)
هوانغهاي الشمالية هي مقاطعة في كوريا الشمالية. تأسست المقاطعة في عام 1954م حينما انقسمت مقاطعة هوانغهاي السابقة إلى جنوبية وشمالية. تعد مدينة ساريون عاصمة هذه المحافظة. وتحيطها بيونغيانغ وبيونغان الجنوبية من الشمال، كانغوون من الشرق، منطقة كايسونغ الصناعية من الجنوب الغربي. في عام 2003 أصبحت مدينة كايسونغ جزءاً من المقاطعة.

## التقسيم الإداري
تقسم هوانغهاي الشمالية إلى 3 مدن من نوع ("سي") و 19 محافظة من نوع ("كون"). ثلاث من هذه أضيفت في عام 2010 (تشونغهوا، كانغنام، وسانغوون) بعد انفصالها من بيونغ يانغ

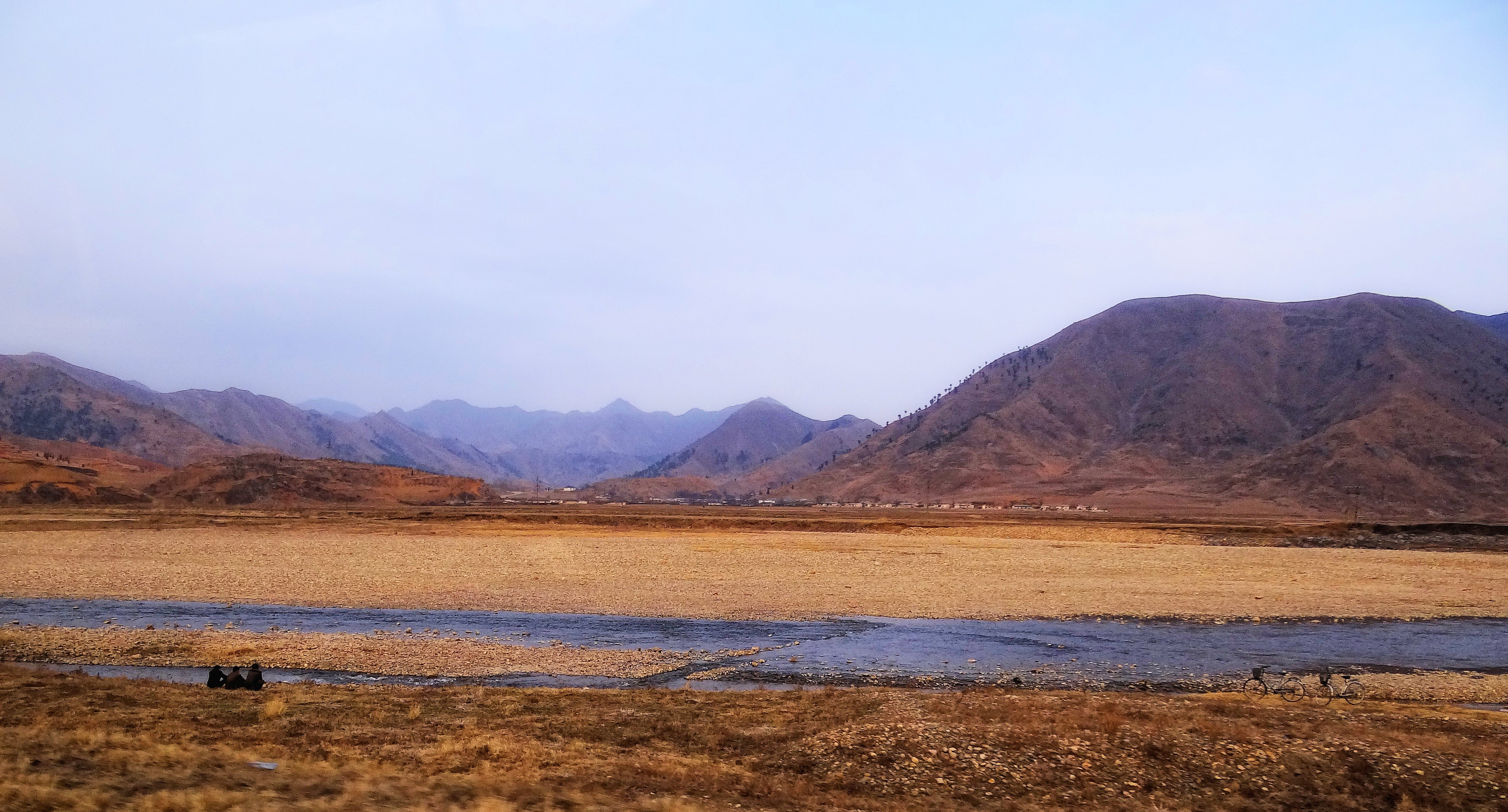
المناظر الطبيعية بالقرب من كوكسان في هوانغهاي الشمالية، كوريا الشمالية.

### المدن
- ساريوون (العاصمة) 
 사리원시/沙里院市
- كايسونغ
 개성시/開城市
  - منطقة كايسونغ الصناعية
 개성공업지구/開城工業地區
- سونغرم
 송림시/松林市

### المحافظات
| - محافظة تشانغبنغ 장풍군/長豊郡 - محافظة تشنغهوا 중화군/中和郡 - محافظة هوانغجو 황주군/黃州郡 - محافظة كايبنغ 개풍군/開豊郡 - محافظة كانغنام 강남군/江南郡 | - محافظة كوكسان 곡산군/谷山郡 - محافظة كمتشون 금천군/金川郡 - محافظة بونغسان 봉산군/鳳山郡 - محافظة بيونغسان 평산군/平山郡 - محافظة رنسان 린산군/麟山郡 | - محافظة سانغوون 상원군/祥原郡 - محافظة شنغي 신계군/新溪郡 - محافظة شنبيونغ 신평군/新坪郡 - محافظة سوهنغ 서흥군/瑞興郡 - محافظة سوان 수안군/遂安郡 | - محافظة توسان 토산군/兎山郡 - محافظة أونبا 은파군/銀波郡 - محافظة يونسان 연산군/延山郡 - محافظة يونتان 연탄군/燕灘郡 |

## المواصلات
تتصل هوانغهاي الشمالية بباقي الدولة (ويزعم أنها تتصل بكوريا الجنوبية) عبر خط سكك بويونغبو الحديدية (المعروف في كوريا الجنوبية بخط كيونغي) والذي نظرياً، يمتد من بيونغيانغ حتى بوسان، في الواقع، الخط يُقطع في المنطقة المنزوعة السلاح. وتتصل المقاطعة بعدة خطوط سريعة وأبرزها طريق بيونغ يانغ-كايسونج السريع.

## التعليم
يوجد عدة مرافق ذات تعليم عالي في هوانغهاي الشمالية، جميعها بإدارة الحكومة. هذه المرافق تتضمن جامعة كي أونغ سانغ ساريون الزراعية، جامعة ساريون للجيولوجيا، و جامعة ساريون للمعلمين.